# Mike Varney
Mike Varney (Novato (Califórnia), 29 de outubro de 1957) é um músico, produtor discográfico, editor musical e empresario estadunidense, conhecido por ser o dono e fundador do grupo "The Shrapnel Label Group", que inclui os selos discográficos "Shrapnel Records", "Tone Center Records" e "Blues Bureau International". Além disso, ele detém 50% de propriedade do selo novaiorquino "Magna Carta Records". A Amazon.com atualmente lista mais de 790 álbuns como sendo lançado pelos selos de propriedade do Mike.
Ele é creditado como sendo o responsável por popularizar o shred guitar em meados da década de 1980, tendo descoberto músicos como Yngwie Malmsteen, Vinnie Moore, Greg Howe, Jason Becker, Tony MacAlpine, Paul Gilbert, e outros. Desde 1982 ele tem uma coluna na revista Guitar Player Magazine intitulada "Spotlight", a qual é responsável por descobrir tais talentos.